# Dichondra integrifolia
Dichondra integrifolia är en vindeväxtart som först beskrevs av Carl von Linné d.y., och fick sitt nu gällande namn av O. Kuntze. Dichondra integrifolia ingår i släktet njurvindor, och familjen vindeväxter. Inga underarter finns listade i Catalogue of Life.